# 永平寺町立上志比中学校
永平寺町立上志比中学校（えいへいじちょうりつ かみしひちゅうがっこう）は、福井県吉田郡永平寺町栗住波にある永平寺町立中学校。

## 沿革
- 1947年（昭和22年）5月 - 学制改革により、上志比中学校を上志比小学校内に併設開校。
- 1955年（昭和30年）1月 - 現在地に建設中の校舎一部完成により小学校より移転。
- 1962年（昭和37年）12月 - 本校敷地内に村営プール竣工。
- 1963年（昭和38年）1月 - 豪雪により屋根等の甚大な被害のため、臨時休校1週間。
- 1987年（昭和62年）3月 - 校舎改築により新校舎落成。
- 1989年（平成1年）4月 - 体育館落成。
- 1997年（平成9年）10月 - 教育用コンピュータ42台設置。
- 2004年（平成16年）4月 - 特殊学級新設。
- 2005年（平成17年）8月 - 教育用コンピュータ総入替。
- 2006年（平成18年）2月 - 町村合併により、永平寺町上志比中学校と改称。

## 教育方針
- 校訓 自立・根性・品性・友愛
- 教育目標 求め　鍛え　そして夢実現

## 進学前小学校
- 町立上志比小学校

## 学区の主な施設
- 永平寺町役場上志比支所
- 上志比文化会館
- えちぜん鉄道山王駅

## 交通

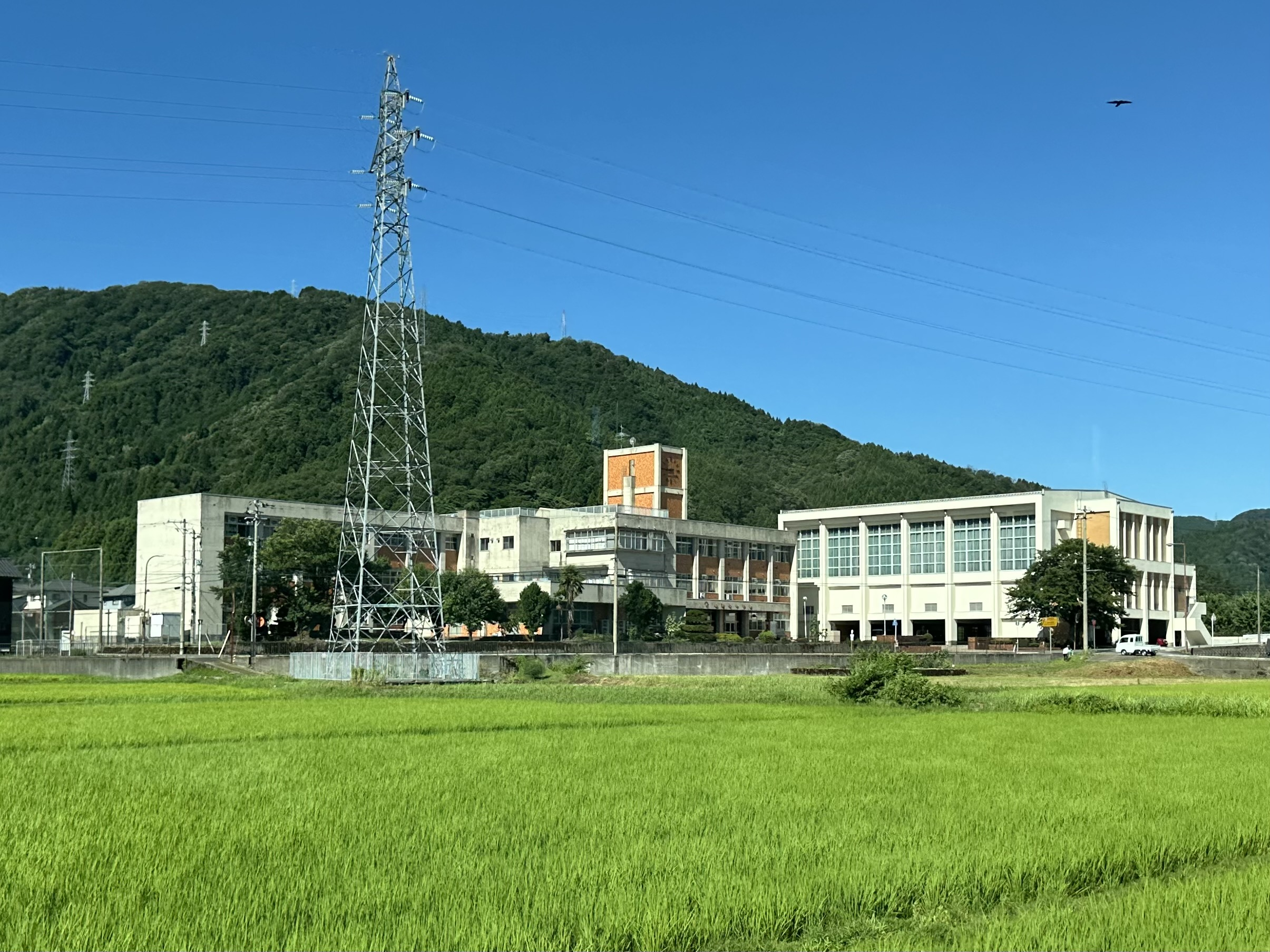
えちぜん鉄道勝山永平寺線から見た校舎

- えちぜん鉄道勝山永平寺線 山王駅より 500m